# Koninkrijk Nri
Het koninkrijk Nri (Igbo: Ọ̀ràézè Ǹrì) was een koninkrijk van de Igbo in het zuiden van het huidige Nigeria. 
In tegenstelling tot veel andere koninkrijken van de Igbo was de koning geen militair leider. Nri was een soort theocratie, waarbij de gekozen koning, de eze nri, geen militaire macht had, maar een belangrijk religieus leider was met religieuze invloed over een groot deel van Igboland. 
De oorsprong van het koninkrijk is niet met zekerheid vast te stellen, maar volgens de mondelinge overleveringen was Ìfikuánim in 1043 de eerste koning van Nri. Tot ver in de 16e eeuw had de eze nri een grote invloed over de Igbo's, maar daarna nam de macht af door de opkomst van Benin en Igala, alsmede de Trans-Atlantische slavenhandel en de koloniale invloed. Desondanks bleeft Nri, in afgezwakte vorm, bestaan tot 1911, toen de Britten een eind maakten aan de politieke macht van de eze nri.
De koningen bleven wel in naam bestaan en het koninkrijk werd uiteindelijk onderdeel van het zelfstandige Nigeria. Anno 2022 is eze nri Ènweleána II Obidiegwu Onyeso koning van Nri.